# Asthenotricha parabolica
Asthenotricha parabolica là một loài bướm đêm trong họ Geometridae.